# Ernst Schmidt
Ernst Heinrich Wilhelm Schmidt (Vögelsen, 11 de fevereiro de 1892 – Munique, 22 de janeiro de 1975) foi um termodinamicista alemão.

## Obras
- Einführung in die technische Thermodynamik und in die Grundlagen der chemischen Thermodynamik, Berlim 1936 (10ª Edição 1963)
- VDI- Wasserdampftafeln, 1950 (7ª Edição 1968)

## Condecorações
Recebeu em 1964 o Anel Ludwig Prandtl de 1964 e o Prêmio Memorial Max Jakob. Recebeu a Medalha Grashof de 1956.